# Моздок
Вижте пояснителната страница за други значения на Моздок.
Моздок (осетински: Мæздæг) е град в Русия, Северна Осетия, административен център на Моздокския район.
Името на града означава на кабардински език гъста гора. Основан е през 1759 г., а статут на град придобива през 1785 г.
Към 1 януари 2018 г. градът има население от 41 728 души. Разположен е на левия бряг на река Терек, на 92 км от Владикавказ, столицата на Република Северна Осетия.